# Cedric Francis
Cedric Francis (* 1915 in New York City; † 7. April 2003 in London) war ein US-amerikanisch-britischer Filmproduzent, der überwiegend Dokumentarfilme und dokumentarische Kurzfilme produziert hat und in den 1950er Jahren vier Mal nacheinander für einen Oscar nominiert war.

## Leben
Francis begann seine Karriere als Produzent in der Filmwirtschaft 1953 mit dem dokumentarischen Kurzfilm Winter Paradise und wurde gleich für diesen Film bei der Oscarverleihung 1954 für den Oscar für den besten Kurzfilm in zwei Rollen (“Two-Reel”) nominiert. Seine nächste Nominierung folgte bereits 1955 als er für Beauty and the Bull (1954) abermals für den Oscar für den besten Kurzfilm in zwei Rollen vorgeschlagen war. Darin geht es um das Fotomodell Bette Ford, die bei einer Reise nach Mexiko einen Stierkampf-Kurs besucht.
Eine weitere Nominierung für den Oscar für den besten Kurzfilm in zwei Rollen folgte 1956 für 24 Hour Alert (1955), eine Dokumentation über den Schauspieler Jack Webb, der sich auf eine Rolle als Offizier der US Air Force vorbereitet.
Bei der Oscarverleihung 1957 erhielt er seine vierte und letzte Nominierung, und zwar diesmal für den Oscar für den besten Kurzfilm in einer Rolle (“One-Reel”) für den neunminütigen Film Time Stood Still (1956), in dem es um eine Fahrt durch die mittelfränkische Kleinstadt Dinkelsbühl ging.
Von 1953 bis einschließlich 1964 war er an rund 20 Film- und Fernsehproduktionen beteiligt.

## Filmografie (Auswahl)
- 1953: Winter Paradise
- 1954: Beauty and the Bull
- 1955: 24 Hour Alert
- 1956: Time Stood Still
- 1957: Tales of the Black Forest
- 1958: Menschenjagd im Dschungel (Manhunt in the Jungle)
- 1959: Colt .45 (Fernsehserie)

## Einzelnachweis
1. ↑  Francis in der BFI-Datenbank (Memento des Originals vom 16. Januar 2014 im Internet Archive)  Info: Der Archivlink wurde automatisch eingesetzt und noch nicht geprüft. Bitte prüfe Original- und Archivlink gemäß Anleitung und entferne dann diesen Hinweis.

| Personendaten    | Personendaten                            |
| ---------------- | ---------------------------------------- |
| NAME             | Francis, Cedric                          |
| KURZBESCHREIBUNG | US-amerikanisch-britischer Filmproduzent |
| GEBURTSDATUM     | 1915                                     |
| GEBURTSORT       | New York City                            |
| STERBEDATUM      | 7. April 2003                            |
| STERBEORT        | London                                   |